# Variación libre
La variación libre, es un proceso lingüístico que se realiza en el habla cotidiana, siendo sus hablantes inconscientes de su uso. El hecho se produce cuando nos referimos a un referente y lo denominamos de manera distinta, sin que se pierda el significado y el significante del objeto en cuestión. Por ejemplo: pelota ~ balón, idioma ~ lengua, etc. Estas palabras seguirán en variación libre, hasta que una de ellas deje de usarse por sus hablantes. 
Los sociolingüistas consideran que describir cualquier variación como libre es impreciso, pues en la práctica siempre hay factores diversos que afectan a esa variación, tales como la formalidad del acto de habla, las preferencias de un hablante en particular, o el tipo de audiencia. Esos factores no son determinantes, pero sí pueden favorecer de manera probabilística la elección de una u otra opción. Sin embargo, la expresión variación libre se sigue usando en disciplinas orientadas al lenguaje como sistema, como la fonología, la morfología o la sintaxis.
- Datos: Q3554780